# Рух змін (Греція)
Рух змін (КІНАЛ; грец. Κίνημα Αλλαγής (ΚΙΝΑΛ)) — лівоцентристський політичний альянс Греції, утворений у березні 2018 року 
. 
До альянсу входять Загальногрецький соціалістичний рух (ПАСОК) та Рух демократичних соціалістів (КІДІСО). Раніше до складу руху входили також партії Річка та Демократичні ліві (ДІМАР).

## Історія
У липні 2017 року лідер ПАСОК Фофі Геннімата оголосила про створення нової об'єднаної лівоцентристської партії у Греції 
. 
Влітку 2017 року Ставрос Теодоракіс, лідер та засновник партії «Потамі» (Річка), також вирішив взяти участь у створенні нової партії. 
Після виборів очільника альянсу партії, що входять до нього, планували продовжити роботу окремими парламентськими групами аж до Установчого з'їзду, запланованого на весну 2018 року 
.
Після двох турів голосування з 9 кандидатів у листопаді 2017 року керівником нової партії було обрано Геннімату, яка здобула 56% голосів 
.
28 листопада 2017 року було оголошено про назву нової партії «Рух змін» 
. 
У грудні 2017 року було створено правлячу раду партії з шести членів, до складу якої увійшли Геннімата, Теодоракіс, Андрулакіс, Камініс, лідер ДІМАР Танасіс Теохаропулос та колишній прем'єр-міністр ПАСОК Йоргос Папандреу
..
Партія провела свій установчий з'їзд 16-18 березня 2018 в Афінах 
.
2 липня 2018 року партія Річка вийшла з альянсу через розбіжності щодо вирішення спору про конституційну назву колишньої югославської республіки Македонія.
20 січня 2019 року з альянсу вийшли також Демократичні ліві (ДІМАР).
Чергові вибори лідера партії «Рух змін» відбулися у грудні 2021 року. 
Фофі Геннімата 12 жовтня оголосила, що не балотуватиметься за станом здоров'я, а 25 жовтня померла. 
У першому турі виборів 5 грудня взяло участь 270 706 осіб. Депутат Європейського парламенту Нікос Андрулакіс набрав 98 431 голосів (36,88%), колишній прем'єр-міністр Йоргос Папандреу - 74 093 голосів (27,97%), депутат парламенту Андреас Ловердос - 69 411 голосів (25,98%),  Павлос Христидіс - 8642 голосів (3,25%), Павлос Геруланос -7946 голосів (2,92%), Харіс Кастанідіс - 7824 голосів (2,94%). Андрулакіс здобув перемоги в 11 з 13 периферій, поступившись Папандреу лише Західну Грецію, а Ловердосу - Аттіку. 
На своїй батьківщині, у периферії Кріт Нікос Андрулакіс здобув 61,38% голосів 
. 
У другому турі виборів 12 грудня взяло участь 206 339 осіб. 
Нікос Андрулакіс набрав 139492 голосів (67,6%), а Йоргос Папандреу - 66847 голосів (32,4%) 
.

## Вибори

### Парламент Греції
| 2019 | 457,519 | 8.1% | Нова | 22 / 300 | ▲5 | #3 | Опозиція | Фофі Геннімата |

### Європарламент
| Вибори | Голосів | %     | ±pp  | Місць  | +/− | Місце | Очільник       |
| ------ | ------- | ----- | ---- | ------ | --- | ----- | -------------- |
| 2019   | 436,735 | 7.72% | ▼0.3 | 2 / 21 | ±0  | #3    | Фофі Геннімата |